# Belarus 2
Belarus 2 (en biélorusse : Беларусь 2) est une chaîne de télévision biélorusse appartenant à la compagnie de télévision et de radio biélorusse. 

## Histoire de la chaîne
Le 18 octobre 2003, la Compagnie de télévision et de radio biélorusse lance une nouvelle chaîne de télévision consacrée au sport au et au divertissement, LAD (en biélorusse: ЛАД).
Le 5 novembre 2011, Lad devient Belarus 2.

### Identité visuelle (logo)

Logo de Lad du 15 janvier 2007 au 4 novembre 2011.
Logo de Lad depuis le 5 novembre 2011.

## Programmes
La chaîne a une programmation centrée sur les spectacles et le sport. Elle propose également des émissions pour enfants.

## Annexe